# Рэтчед (телесериал)
«Рэ́тчед» (англ. Ratched) — американский драматический телесериал на основе романа «Пролетая над гнездом кукушки» Кена Кизи, разработанный Эваном Романски для платформы Netflix. В главной роли — Сара Полсон. Сериал сразу был продлён на второй сезон. Премьера первого сезона состоялась 18 сентября 2020 года. В феврале 2024 года стало известно, что компания Netflix решила не снимать второй сезон.

## Сюжет
Главная героиня сериала — Милдред Рэтчед, а сериал демонстрирует историю «о её эволюции из обычной медсестры в полноценного монстра». Согласно Райану Мерфи, зрители должны увидеть, «как именно она стала социопатом».

## В ролях

### Главные роли
- Сара Полсон — медсестра Милдред Рэтчед
- Джон Джон Брионс[англ.] — доктор Ричард Хановер
- Финн Уиттрок — Эдмунд Толлесон
- Чарли Карвер — Хак Финниган
- Джуди Дэвис — Бетси Бакет
- Синтия Никсон — Гвендолин Бриггс
- Аманда Пламмер — Луиза
- Шэрон Стоун — Ленора Осгуд

### Роли второго плана
- Гарриет Сэнсом Харрис — Ингрид
- Хантер Пэрриш — Эндрюс
- Кори Столл — Чарльз Уэйнрайт
- Винсент Д’Онофрио — губернатор Джордж Милберн
- Розанна Аркетт — Анна
- Элис Энглерт — Долли
- Энни Старк[англ.] — Лили Картрайт
- Бен Кроули — Реджи Хэмпсон
- Брэндон Флинн — Генри Осгуд

## Эпизоды
| № в сезоне | Название                                               | Режиссёр       | Автор сценария                              | Дата премьеры    |
| ---------- | ------------------------------------------------------ | -------------- | ------------------------------------------- | ---------------- |
| 1          | «Пилот» «Pilot»                                        | Райан Мерфи    | Эван Романски                               | 18 сентября 2020 |
| 2          | «Ледоруб» «Ice Pick»                                   | Райан Мерфи    | Иан Бреннан                                 | 18 сентября 2020 |
| 3          | «Ангел милосердия» «Angel Of Mercy»                    | Нельсон Крагг  | Иан Бреннан                                 | 18 сентября 2020 |
| 4          | «Ангел милосердия: Часть 2» «Angel Of Mercy: Part Two» | Майкл Аппендал | Эван Романски                               | 18 сентября 2020 |
| 5          | «Танец» «The Dance»                                    | Майкл Аппендал | Иан Бреннан                                 | 18 сентября 2020 |
| 6          | «Без обязательств» «Got No Strings»                    | Джессика Ю     | Дженнифер Солт и Иан Бреннан                | 18 сентября 2020 |
| 7          | «Список Баккет» «The Bucket List»                      | Дженнифер Линч | Иан Бреннан                                 | 18 сентября 2020 |
| 8          | «Милдред и Эдмунд» «Mildred And Edmund»                | Дэниел Минахан | Иан Бреннан, Эван Романски и Дженнифер Солт | 18 сентября 2020 |

## Производство

### Разработка
6 сентября 2017 года было объявлено, что Netflix заказал производство двух сезонов сериала «Рэтчед», каждый из которых будет состоять из девяти эпизодов. По сообщениям прессы, Hulu и Apple также были заинтересованы в разработке сериала, но проиграли компании Netflix. Создателем и разработчиком сериала станет Эван Романски (Evan Romansky), который также напишет сценарий пилотной серии. Телепродюсер Райан Мерфи изучил предложенный сценарий и уладил вопрос с правами на телеэкранизацию персонажа медсестры Рэтчед, которые принадлежат компании The Saul Zaentz и Майклу Дугласу. Мерфи должен стать режиссёром пилотного эпизода, а также исполнительным продюсером сериала вместе с Дугласом, Алин Кешишиан, Маргарет Райли и Джейкобом Эпштейном.

### Кастинг актёров
Во время анонса сериала в сентябре 2017 года было объявлено, что главную роль медсестры Рэтчед исполнит Сара Полсон. В декабре 2018 года к актёрскому составу сериала присоединились Джон Джон Брионс и Финн Уиттрок. В январе 2019 года было объявлено, что в сериале снимутся Чарли Карвер, Джуди Дэвис, Гарриет Харрис, Синтия Никсон, Хантер Пэрриш, Аманда Пламмер, Кори Столл и Шэрон Стоун. Месяц спустя на второстепенные роли были утверждены Розанна Аркетт, Винсент Д’Онофрио, Дон Чидл, Элис Энглерт, Энни Старки Стэн ван Винкл.